# Jada Borsato
Jada Borsato (3. december 2002 i Alkmaar) er en nederlandsk sangerinde og skuespillerinde.
Borsato blev især kendt da hun er datter af Marco Borsato.

## Livshistorie

### Personlig baggrund
Jada er datteren af sangeren Marco og Leontine Borsato. Hun har to ældre brødre: Luca og Senna der også er skuespiller.

### Karriere
Jadas debut var i tegnefilmen Happy Feet 2, hvor hun lagde stemme til Boadicea i den nederlandske version af filmen.
I 2012 spillede Jada hendes første rolle i en spillefilm, dette var i Sinterklaas-filmen Sint & Diego: De Magische Bron van Myra.
Jada blev kendt som sanger, da hun sang med på hendes fars album, Duizend spiegels, med singlen Samen voor altijd, hvori også John Ewbank (med datter Day) og Lange frans (med sønnen William) havde sunget med. Ikke meget senere udgav Jada sit første solo-single, Als jij maar van me houdt. Denne sang fik en notering i Tipparaden.

## Diskografi

### Singles
| Single med eventuelle noteringer i Nederlandse Top 40 | Udgivelses- dato | Dato af første notering | Højeste notering | Antal uger | Bemærkninger |
| ----------------------------------------------------- | ---------------- | ----------------------- | ---------------- | ---------- | --- |
| Samen voor altijd                                     | 2013             | 07-12-2013              | 12               | 11         | met Marco Borsato, Willem Frederiks, Lange Frans, Day Ewbank & John Ewbank / Nr. 1 in de Single Top 100 / Alarmschijf |
| Als jij maar van me houdt                             | 2014             | 12-04-2014              | tip22            | -          | Titelsangen Flits & Het Magische Huis                                                                                 |

| Single med eventuelle noteringer i flamske Ultratop 50 Singles | Udgivelses- dato | Dato af første notering | Højeste notering | Antal uger | Bemærkninger                                                                                              |
| -------------------------------------------------------------- | ---------------- | ----------------------- | ---------------- | ---------- | --- |
| Samen voor altijd                                              | 2013             | 07-12-2013              | 1(3wk)           | 10         | med Marco Borsato, Willem Frederiks, Lange Frans, Day Ewbank & John Ewbank / Nr. 17 i Radio 2 Top 30 Guld |
| Als jij maar van me houdt                                      | 2014             | 19-04-2014              | tip89*           |            | Titelsangen Flits & Het Magische Huis                                                                     |